# Златна обувка
Златната обувка е европейска футболна награда, връчвана ежегодно на футболиста, отбелязал най-много голове през сезона в националните европейски шампионати. Първата награда е за Еузебио, който през сезон 1967/68 г. отблязва 42 гола с отбора на Бенфика.
Френският вестник „L’Équipe“ съвместно с компанията „Адидас“ определят през 1968 г. просто правило за наградата: победител е играчът, отбелязал най-много голове в първенството на европейска държава без значение на неговата продължителност и броя на мачовете.
След 1996 година УЕФА въвежда точкова система за определяне на носителя на Златната обувка поради съмнителните голове на някои играчи. Тя позволява на футболистите в по-силни шампионати да спечелят, дори и да са отбелязали по-малко голове от играчите в по-слаби шампионати. Победител става футболистът с най-много точки от головете за един сезон. От 1997 година организатори за връчване на „Златна обувка“ са Обединението на европейските спортни издания (European Sports Media) и компанията „Адидас“.
Най-много награди Златна обувка има Лионел Меси – 6 (след приключване на сезон 2018 – 2019).

## Носители на Златната обувка 1968 – 1991
Между 1968 и 1991 Европейската Златна обувка се дава на футболисти с най-много отбелязани голове, от който и да е Европейски шампионат, независимо от трудността на шампионата, в който играе голмайсторът.
| Сезон | Име              | Клуб (Град, Страна)                 | Голове |
| ----- | ---------------- | ----------------------------------- | ------ |
| 1968  | Еузебио          | Бенфика (Лисабон, Португалия)       | 42     |
| 1969  | Петър Жеков      | ЦСКА (София, България)              | 36     |
| 1970  | Герд Мюлер       | Байерн (Мюнхен, Германия)           | 38     |
| 1971  | Йосип Скоблар    | Олимпик (Марсилия, Франция)         | 44     |
| 1972  | Герд Мюлер       | Байерн (Мюнхен, Германия)           | 40     |
| 1973  | Еузебио          | Бенфика (Лисабон, Португалия)       | 40     |
| 1974  | Ектор Язалде     | Спортинг (Лисабон, Португалия)      | 46     |
| 1975  | Дуду Джорджеску  | Динамо (Букурещ, Румъния)           | 33     |
| 1976  | Сотирис Каяфас   | Омония (Никозия, Кипър)             | 39     |
| 1977  | Дуду Джорджеску  | Динамо (Букурещ, Румъния)           | 47     |
| 1978  | Ханс Кранкъл     | Рапид (Виена, Австрия)              | 41     |
| 1979  | Киис Кист        | АЗ Алкмар (Холандия)                | 34     |
| 1980  | Ервин Ванденберг | Лирсе (Белгия)                      | 39     |
| 1981  | Георги Славков   | Ботев (Пловдив, България)           | 31     |
| 1982  | Вим Ван Кифт     | Аякс (Амстердам, Холандия)          | 32     |
| 1983  | Фернанду Гомеш   | Порто (Португалия)                  | 36     |
| 1984  | Иън Ръш          | Ливърпул (Англия)                   | 32     |
| 1985  | Фернанду Гомеш   | Порто (Португалия)                  | 39     |
| 1986  | Марко Ван Бастен | Аякс (Амстердам, Холандия)          | 37     |
| 1987  | Тони Полстер (1) | Аустрия (Виена, Австрия)            | 39     |
| 1988  | Танжу Чолак      | Галатасарай (Истанбул, Турция)      | 39     |
| 1989  | Дорин Матеуц     | Динамо (Букурещ, (Румъния)          | 43     |
| 1990  | Уго Санчес       | Реал (Мадрид, Испания)              | 38     |
| 1990  | Христо Стоичков  | ЦСКА (София, България)              | 38     |
| 1991  | Дарко Панчев (2) | Цървена звезда (Белград, Югославия) | 34     |

След тези скандали вестник „Екип“ решава да прави неофициално класиране без да се връчва награда.

## Голмайстори за периода 1991 – 1996
Неофициалното класиране продължава до 1996 г. От сезон 1991 – 1992 до 1995 – 1996 г. не се излъчва носител на Златната обувка. Продължава обаче неофициално награждаване под ръководството на компанията „Адидас“. Голмайстори на европейските клубни първенства са:
| Сезон       | Име              | Клуб (Страна на футболиста)   | Голове |
| ----------- | ---------------- | ----------------------------- | ------ |
| 1991 – 1992 | Алистър Маккойст | Глазгоу Рейнджърс (Шотландия) | 34     |
| 1992 – 1993 | Алистър Маккойст | Глазгоу Рейнджърс (Шотландия) | 34     |
| 1993 – 1994 | Дейвид Тейлър    | Портмадог (Уелс)              | 43     |
| 1994 – 1995 | Арсен Аветисян   | Киликия (Армения)             | 39     |
| 1995 – 1996 | Звиад Енделадзе  | Зестапони (Грузия)            | 40     |

## Носители на Златната обувка след 1996
След сезон 1996 – 97 Европейските спортни списания и „Адидас“ започват да присъждат наградата по нова точкова система. Отбелязаните голове се умножават по специални коефициенти на УЕФА, в зависимост от класификацията на самия шампионат. Гол, вкаран в 5-те най-силни първенства, се оценява с 2 точки; от 6-ото до 21-вото – 1,5 точки, а останалите – 1 точка. Така системата става по-обективна, тъй като нивата на всички шампионати не са еднакви и е различна трудността за отбелязване на гол. Въпреки това класирането остава нереално, защото:
- не се отчита броят на изиграните мачове от футболиста и минутите на терена, а причината за това може да е различна – брой на мачовете в първенството, контузии, недопускане в игра поради наказания или слаба форма.
- коефициентите не са прецизирани – различават се 1,5 – 2 пъти и се отнасят за много големи обхвати (от 6-о до 21-во или след 21-во място). Така например футболист в 6-ото национално първенство в класацията с 42 гола се оценява с 63 точки и ще бъде след друг в 5-ото първенство с 32 гола и 64 точки. Така Златната обувка може да бъде дадена на играч с цели 10 гола по-малко от втория, само защото играе в шампионат с 1 място по-напред в класацията от конкурента си.
- голмайсторите в повечето европейски първенства (без първите 5) са дискриминирани и на практика не могат да спечелят Златна обувка. Например за да стане това през 2014/15 г., голмайстор на първенството на Франция (6-о място), Холандия (9), Белгия (10), Австрия (16) или Хърватия (17) трябва да отбележи със 17 гола повече от победителя Кристиано Роналдо (48), т.е. цели 65 гола, а този на Дания, Шотландия, Швеция, България, Норвегия или Сърбия – невъзможните 97 гола.[2] Това демотивира добрите реализатори да играят в повечето шампионати на европейски страни и ги стимулира да ги напускат, за да участват в първите 5, с което още повече се понижава нивото на тези от II и III група.

Поради въведените коефициенти през 2010 – 2011 г. футболистът Гара Дембеле от ПФК Левски София дели 7-о/8-о място в Европа с Единсон Кавани с по 26 гола, но е класиран едва на 10-о място. Това е последният сезон с коефициент 1,5 за българското първенство, когато е на 21-во място. От следващия сезон коефициентът става 1 и голмайсторът на Левски – Дембеле напуска българското първенство.
Откакто е въведено неравностойно зачитане на головете през 1997 г., Златната обувка е давана само на двама футболисти, неиграещи в 5-те най-силни първенства, за които головете се удвояват. Към средата на 2018 г. това са шампионатите на Испания, Англия, Италия, Германия и Франция. Съгласно методиката на УЕФА, те се определят от сумарните точки за последните 5 сезона.
| Сезон       | Име                | Клуб (Страна на футболиста)       | Голове |
| ----------- | ------------------ | --------------------------------- | ------ |
| 1996 – 1997 | Роналдо            | Барселона (Бразилия)              | 34     |
| 1997 – 1998 | Никос Махлас       | Витес (Гърция)                    | 34     |
| 1998 – 1999 | Марио Жардел       | Порто (Португалия)                | 36     |
| 1999 – 2000 | Кевин Филипс       | Съндърланд (Англия)               | 30     |
| 2000 – 2001 | Хенрик Ларсон      | Селтик (Швеция)                   | 35     |
| 2001 – 2002 | Марио Жардел       | Спортинг Лисабон (Португалия)     | 42     |
| 2002 – 2003 | Рой Макай          | Депортиво Ла Коруня (Нидерландия) | 29     |
| 2003 – 2004 | Тиери Анри         | Арсенал (Франция)                 | 30     |
| 2004 – 2005 | Тиери Анри         | Арсенал (Франция)                 | 25     |
| 2004 – 2005 | Диего Форлан       | Виляреал (Уругвай)                | 25     |
| 2005 – 2006 | Лука Тони          | Фиорентина (Италия)               | 31     |
| 2006 – 2007 | Франческо Тоти     | Рома (Италия)                     | 26     |
| 2007 – 2008 | Кристиано Роналдо  | Манчестър Юнайтед (Португалия)    | 31     |
| 2008 – 2009 | Диего Форлан       | Атлетико Мадрид (Уругвай)         | 32     |
| 2009 – 2010 | Лионел Меси        | Барселона (Аржентина)             | 34     |
| 2010 – 2011 | Кристиано Роналдо  | Реал Мадрид (Португалия)          | 40     |
| 2011 – 2012 | Лионел Меси        | Барселона (Аржентина)             | 50     |
| 2012 – 2013 | Лионел Меси        | Барселона (Аржентина)             | 46     |
| 2013 – 2014 | Кристиано Роналдо  | Реал Мадрид (Португалия)          | 31     |
| 2013 – 2014 | Луис Суарес        | Ливърпул (Уругвай)                | 31     |
| 2014 – 2015 | Кристиано Роналдо  | Реал Мадрид (Португалия)          | 48     |
| 2015 – 2016 | Луис Суарес        | Барселона (Уругвай)               | 40     |
| 2016 – 2017 | Лионел Меси        | Барселона (Аржентина)             | 37     |
| 2017 – 2018 | Лионел Меси        | Барселона (Аржентина)             | 34     |
| 2018 – 2019 | Лионел Меси        | Барселона (Аржентина)             | 36     |
| 2019 – 2020 | Чиро Имобиле       | Лацио (Италия)                    | 36     |
| 2020 – 2021 | Роберт Левандовски | Байерн Мюнхен (Полша)             | 41     |
| 2021 – 2022 | Роберт Левандовски | Байерн Мюнхен (Полша)             | 35     |
| 2022 – 2023 | Ерлинг Холанд      | Манчестър Сити (Норвегия)         | 36     |
| 2023 – 2024 | Хари Кейн          | Байерн Мюнхен (Англия)            | 36     |